# Golfo

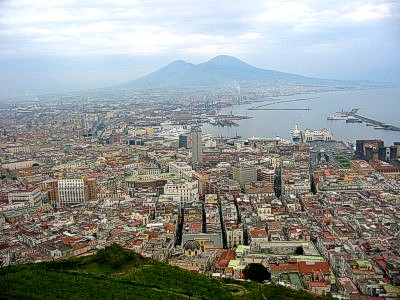
Golfo di Napoli

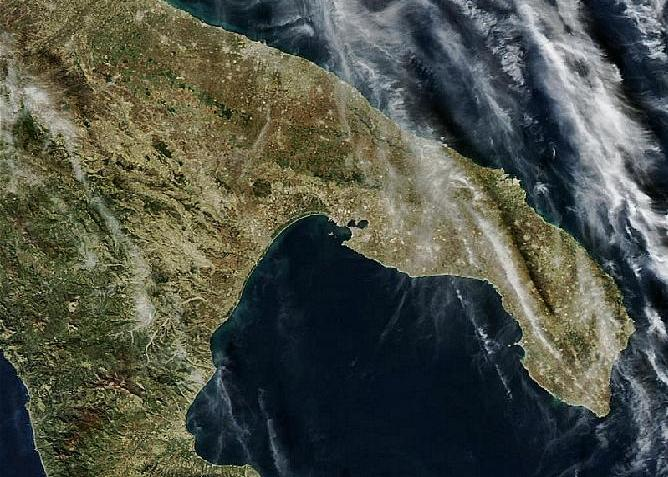
Foto satellitare del Golfo di Taranto

Un golfo è un tratto di mare o di oceano che penetra in modo più o meno accentuato tra la terraferma, con profondità prevalentemente non elevata. Chiamato anche rada, indipendentemente dalla forma, quando offre un sicuro riparo alle navi dai venti e dalle onde del mare, prende tale nome anche una rientranza artificiale creata appositamente per tale scopo e ha la tipica conformazione a ferro di cavallo, con l'apertura più o meno stretta in rapporto alla sua lunghezza. 
Se l'imboccatura è particolarmente stretta assume il nome di baia. Di solito i porti, soprattutto nell'antichità, sono stati costruiti in rade naturali o in golfi, piuttosto che sulla costa senza nessuna protezione, dove erano presenti nelle vicinanze tali conformazioni naturalmente. Sull'entrata dei golfi in cui sono stati costruiti dei porti di solito sono presenti i fari che segnalano, durante le notti o il cattivo tempo, la via del porto alle navi.
Alcuni dizionari associano esplicitamente la parola "golfo" al solo mare, mentre altri non specificano di quali acque si tratti, per cui potrebbe applicarsi o meno anche a un tratto di lago. Vi sono località lacustri nel cui toponimo il termine è adoperato, ad esempio il Golfo Borromeo nel Lago Maggiore.